# Clarence Ray Allen
Clarence Ray Allen, né le 16 janvier 1930 à Oklahoma City et mort le 17 janvier 2006 était un criminel américain qui a été exécuté par injection létale à la prison d'État de San Quentin en Californie pour le meurtre de trois personnes.

## Biographie
À l'âge de 76 ans en 2006, il est devenu le deuxième détenu le plus âgé au moment de son exécution aux États-Unis depuis 1976, après John B. Nixon (en), qui a été exécuté dans le Mississippi en décembre 2005 à l'âge de 77 ans, Ray Allen est devenu la dernière personne à être exécutée dans la prison de San Quentin. Il purgeait déjà une peine de prison à perpétuité pour un meurtre lorsqu'il a été reconnu coupable d'avoir organisé le meurtre de trois autres personnes.
En prison, Allen a reconnu son héritage amérindien, Chactas. Il a également affirmé être sourd, aveugle et gravement handicapé, ce qui a nécessité un fauteuil roulant pour la mobilité, il ne connaissait aucune langue des signes pour communiquer avec les personnes qui entendent. Au cours de son exécution, il a pu se déplacer sans aide de son fauteuil roulant à la chambre de mort. Lors de la première dose de médicament de sa procédure d’injection mortelle, il semblait regarder directement sa famille. Allen a eu un cas confirmé de diabète de type 2 et a eu une crise cardiaque. Ses avocats ont déclaré qu'il ne présente aucun danger à ce stade, car il est invalide. Ils ont fait valoir que son exécution constituerait un châtiment cruel et inhabituel et ont demandé au gouverneur de Californie, Arnold Schwarzenegger, de lui accorder une grâce qui par la suite a été rejetée. Le 13 janvier 2006, le gouverneur de Californie, Arnold Schwarzenegger, refusa d'accorder sa grâce à Allen, déclarant que « sa conduite n'était pas due à la jeunesse ou à l'inexpérience, mais aux décisions difficiles et calculatrices d'un homme mûr ». Schwarzenegger a également cité un poème dans lequel Allen a glorifié ses actes. Allen a écrit: « Nous volons et volons, et pour ceux qui crient, ils sont généralement morts ou morts. »
Les agents de correction habitués à Clarence Ray Allen ont déclaré qu'il marchait souvent sans aide et pouvait également lire son courrier.